# Осоцка
Осоцка, Балайте — река в Новогрудском районе Гродненской области Белоруссии, левый приток Немана. Длина реки составляет 14 км, водосборного бассейна — 58 км². Средний наклон водной поверхности 2,9 ‰.
Начинается на северо-западе от деревни Генюши, впадает в Неман за 3 км на юго-восток от деревни Залейки Ивьевского района. На протяжении 9,4 км канализирована (деревня Бердовка — 2,5 км на юго-восток от деревни Ольховка). По берегам реки произрастают сосновые леса.